# Carchariacephalus warioni
Carchariacephalus warioni är en insektsart som beskrevs av Puton 1877. Carchariacephalus warioni ingår i släktet Carchariacephalus och familjen dvärgstritar. Inga underarter finns listade i Catalogue of Life.